# Segundo González García
Segundo González García (Pola de Allande, 26 de febrer de 1988) és un polític espanyol, diputat per Astúries al Congrés dels Diputats durant les  XI i XII legislatures.
Llicenciat en Economia i en Periodisme per la  Universitat Carles III i màster en Administració d'Entitats de l'Economia Social per la Universitat de València. La seva trajectòria professional ha estat vinculada a la comunicació corporativa i l'assessorament econòmic a entitats de l'economia social.
Com a activista va formar part de diversos col·lectius com Joventut sense Futur, Oficina Precària i 15M. Membre del Consell Ciutadà Estatal i del Consell Ciutadà Autonòmic d'Astúries, des del 2014 és responsable de Finances i Transparència de Podem. El desembre de 2015 va ser elegit diputat per Astúries al Congrés i reelegit el 2016.